# Уайт-Спрингс (Флорида)
Уайт-Спрингс (англ. White Springs) — небольшой город (таун), расположенный в округе Гамильтон (штат Флорида, США) с населением в 819 человек по статистическим данным переписи 2000 года.

## География
По данным Бюро переписи населения США Уайт-Спрингс имеет общую площадь в 4,66 квадратных километров, водных ресурсов в черте населённого пункта не имеется.
Город Уайт-Спрингс расположен на высоте 34 м над уровнем моря.

## Демография
По данным переписи населения 2000 года в Уайт-Спрингс проживало 819 человек, 227 семей, насчитывалось 340 домашних хозяйств и 393 жилых дома. Средняя плотность населения составляла около 175,75 человек на один квадратный километр. Расовый состав населённого пункта распределился следующим образом: 36,75 % белых, 62,15 % — чёрных или афроамериканцев, 0,37 % — коренных американцев, 0,73 % — представителей смешанных рас, Испаноговорящие составили 0,37 % от всех жителей.
Из 340 домашних хозяйств в 33,5 % воспитывали детей в возрасте до 18 лет, 36,2 % представляли собой совместно проживающие супружеские пары, в 26,2 % семей женщины проживали без мужей, 33,2 % не имели семей. 29,7 % от общего числа семей на момент переписи жили самостоятельно, при этом 12,1 % составили одинокие пожилые люди в возрасте 65 лет и старше. Средний размер домашнего хозяйства составил 2,41 человек, а средний размер семьи — 2,93 человек.
Население города по возрастному диапазону по данным переписи 2000 года распределилось следующим образом: 30,3 % — жители младше 18 лет, 10,4 % — между 18 и 24 годами, 26,4 % — от 25 до 44 лет, 20,8 % — от 45 до 64 лет и 12,2 % — в возрасте 65 лет и старше. Средний возраст жителей составил 32 года. На каждые 100 женщин в Уайт-Спрингс приходилось 85,3 мужчин, при этом на каждые сто женщин 18 лет и старше приходилось 75,7 мужчин также старше 18 лет.
Средний доход на одно домашнее хозяйство составил 24 861 доллар США, а средний доход на одну семью — 32 115 долларов. При этом мужчины имели средний доход в 31 953 доллара США в год против 21 250 долларов среднегодового дохода у женщин. Доход на душу населения составил 24 861 доллар в год. 20,0 % от всего числа семей в населённом пункте и 22,6 % от всей численности населения находилось на момент переписи населения за чертой бедности, при этом 22,3 % из них были моложе 18 лет и 26,6 % — в возрасте 65 лет и старше.